# سرسی
سرسی (به انگلیسی: Sersi) یک شخصیت خیالی ابرقهرمان در کتاب‌های کامیک آمریکایی منتشر شده توسط مارول کامیکس است. این شخصیت توسط جک کربی خلق شده‌است؛ که برای اولین بار تحت نام کیرکه در شمارهٔ ۱۰۹ از ماجراهای عجیب و غریب (ژوئن ۱۹۶۳) حضور پیدا کرد. او دختر هلیوس و پرسه است و از نژاد اترنالز به‌شمار می‌رود. در میان اترنالز، سرسی تنها استاد سطح پنجم، دارای بالاترین حد ممکن در زمینه نوسامانی ماده است. در بین اترنال‌ها گفته شده حتی پرایم-اترنال زوراس، نیرومندترین آن‌ها نیز از قدرت سرسی هراس دارد.
در دنیای سینمایی مارول، جما چان هنرپیشه انگلیسی در فیلم اترنالز (۲۰۲۱) وظیفه بازی در این نقش را بر عهده دارد.